# Skellefteå station
Skellefteå station, tidigare benämnd Skellefteå stad, är en driftplats (station) i Skellefteå på Skelleftebanan, cirka 47 kilometer från Bastuträsk station i riktning Skelleftehamn.

## Historik

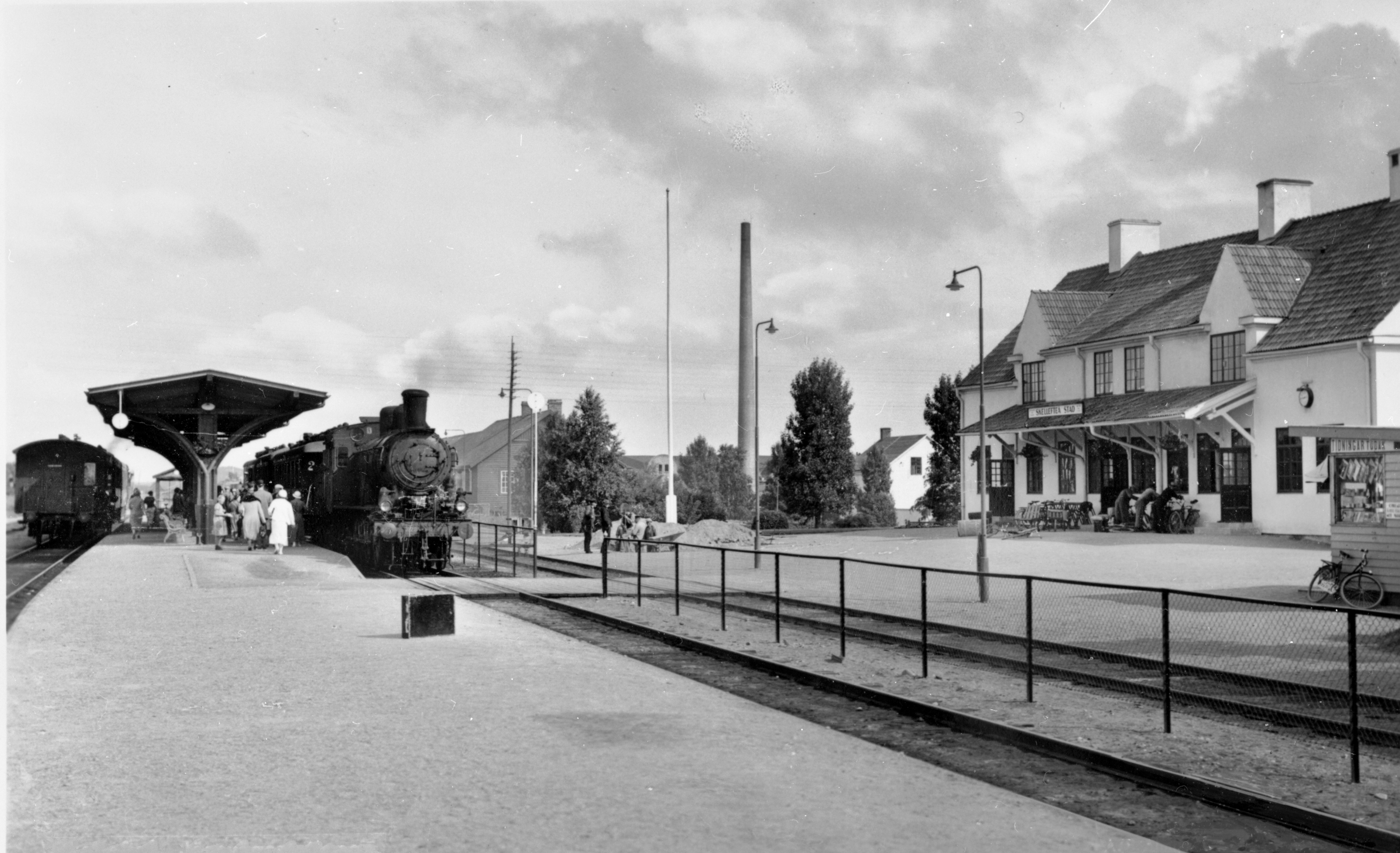
Stationen 1930.

Stationen, eller rättare sagt trafikplatsen, öppnades den 6 september 1912 och ligger centralt i Skellefteå drygt 400 meter från E4. Redan 6 januari 1912 inledes trafiken vid stationen, men då endast som prov. Åren 1921–1983 benämndes stationen som Skellefteå stad. 
Den 27 maj 1990 upphörde persontrafiken vid stationen. Den 8 januari 1996 lades även godstrafiken ned. Då flyttades godshanteringen till Gunsen i Bergsbyn.
Det planerades för att nattågstrafik skulle startas under april 2022 till och från Skellefteå., men det blev inte av då en ombyggnadskostnad på 40 miljoner skulle krävas.

## Framtida planer
När Norrbottniabanan ska byggas i Skellefteå så kommer det befintliga stationshuset att behöva rivas eller flyttas.  Detta då man planerar för att bygga ett nytt resecentrum. Planerad byggstart för resecentrumet förväntas ske ungefär 2028.